# Moldau beim Eurovision Song Contest
Teilnehmende Rundfunkanstalt

Erste Teilnahme
2005
Bisher letzte Teilnahme
2024
Anzahl der Teilnahmen
19 (Stand 2024)
Höchste Platzierung
3 (2017)
Höchste Punktzahl
374 (2017)
Niedrigste Punktzahl
13 (2014 SF)
Punkteschnitt (seit erstem Beitrag)
94,27 (Stand 2019)
Punkteschnitt pro abstimmendem Land im 12-Punkte-System
1,79 (Stand 2019)
Dieser Artikel befasst sich mit der Geschichte der Republik Moldau als Teilnehmer am Eurovision Song Contest (ESC).
Moldau nimmt seit 2005 regelmäßig am ESC teil. Der größte Erfolg bislang war der dritte Platz 2017.

## Regelmäßigkeit der Teilnahme und Erfolge im Wettbewerb

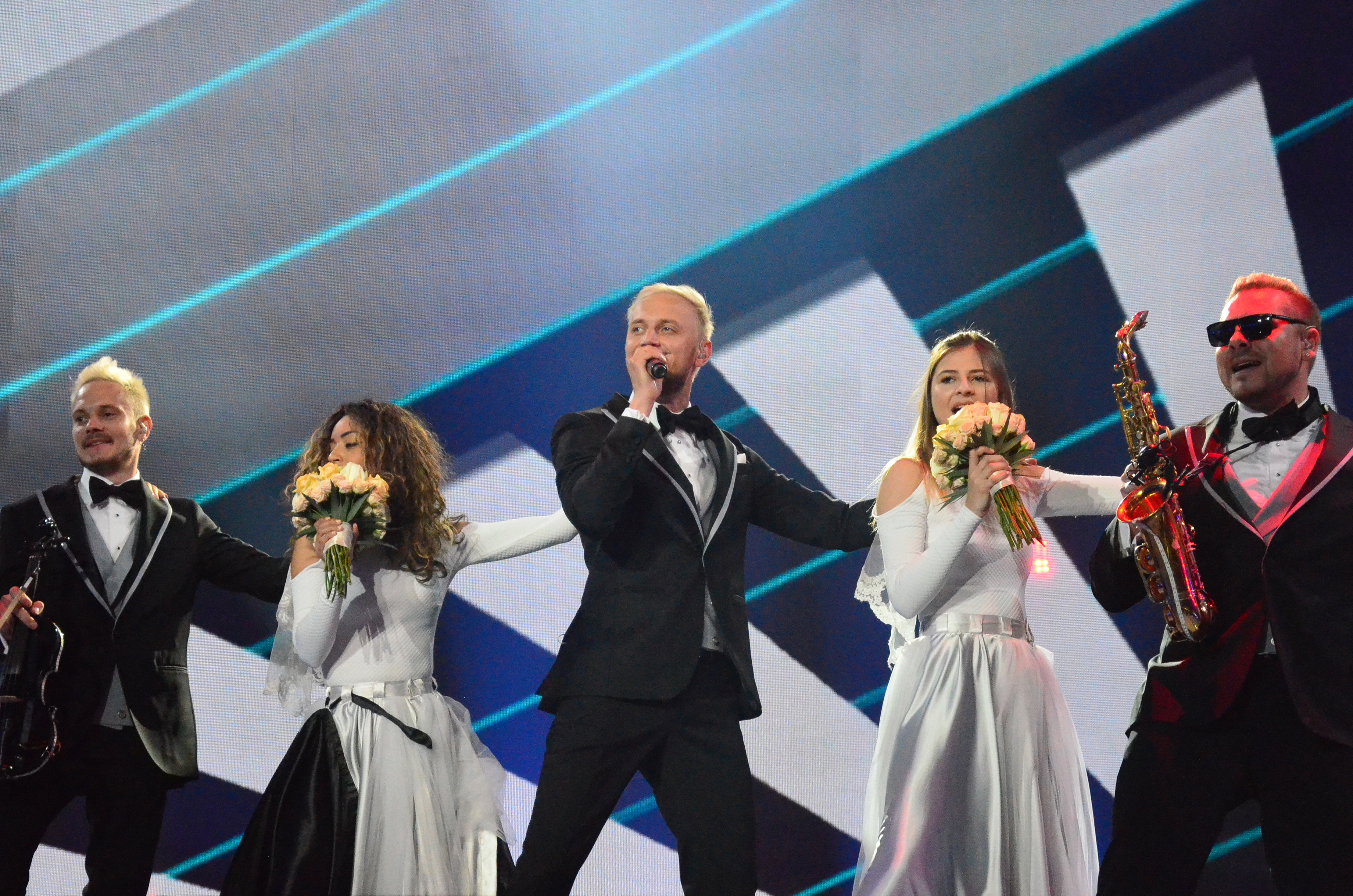
SunStroke Project holten 2017 Moldaus bisher bestes Ergebnis im Wettbewerb

Moldau nimmt seit 2005 am Wettbewerb teil. Mit dem zweiten Platz im Halbfinale und dem sechsten Platz im Finale für Bunica bate toba gelang ein erfolgreiches Debüt im Jahr 2005. 2006 war das Land dann direkt für das Finale qualifiziert, erreichte hier aber nur Platz 20. 2007 hingegen konnte das Land sich zwar knapp mit Platz 10 im Halbfinale für das Finale qualifizieren, erreichte mit ebenfalls Platz 10 im Finale dann aber schon seine zweite Platzierung unter den besten Zehn. 2008 scheiterte Moldau dann an der Finalqualifikation. 2009 konnte sich Nelly Ciobanu dann wieder für das Finale qualifizieren und holte mit Platz 14 eine durchschnittliche Platzierung. Im Jahre 2010 hingegen landete das Land wieder nur auf Platz 22. 2011 hingegen erreichte die Band Zdob și Zdub, die das Land schon 2005 vertrat und Platz 6 holte, mit Platz 12 wieder einen akzeptablen Platz. 2012 und 2013 landeten die moldauischen Beiträge dann jeweils auf Platz 11 und verpassten damit jeweils knapp einen Platz unter den besten Zehn. 2014 erreichte Moldau dann seinen Tiefpunkt im Wettbewerb. Cristina Scarlat wurde Letzte, womit Moldau mit 13 Punkten das am schlechtesten bewertete aller teilnehmenden Länder im Halbfinale war, die ausgeschieden sind. Bis heute sind 13 Punkte Moldaus niedrigste Punktzahl im Wettbewerb. Auch 2015 verpasste das Land erstmals zum zweiten Mal in Folge das Finale. Mit Platz 11 scheiterte Eduard Romanyuta allerdings knapp an der Finalqualifikation. Auch 2016 erreichte Moldau nicht das Finale. Lidia Isac erreichte im Halbfinale schließlich nur den vorletzten Platz. Erst ab 2017 lief es wieder besser für Moldau.
2017, als SunStroke Project, die bereits 2010 zusammen mit Olia Tira teilgenommen und Platz 22 erreicht hatten, antraten, konnte sich das Land schließlich erstmals seit 2013 wieder für das Finale qualifizieren. Schließlich erreichte das Land im Halbfinale Platz 2. Im Finale folgte dann das bisher beste Ergebnis Moldaus beim Wettbewerb. Mit Platz 3 im Finale und 374 Punkten wurde sogar eine neue Höchstpunktzahl für Moldau beim Wettbewerb erreicht. Auch 2018 war Moldau wieder sehr erfolgreich. Erneut konnte sich das Land für das Finale qualifizieren, nachdem die DoReDoS Dritter im Halbfinale wurden. Im Finale wurde mit Platz 10 dann zum ersten Mal eine Platzierung unter den besten Zehn zweimal in Folge für das Land geholt. 2019 hingegen konnten diese beiden Erfolge allerdings nicht wiederholt werden. So schied Anna Odobescu auf Platz 12 bereits im Halbfinale aus, womit Moldau zum ersten Mal seit 2016 das Finale verpasste. 2021 gelang der Sängerin Natalia Gordienko mit ihrem Lied Sugar jedoch der Sprung ins Finale, in dem sie dann den 13. Platz belegte. Auch 2022 gelang es Moldau, ins Finale einzuziehen. Im Finale belegte die Band Zdob și Zdub & Frații Advahov einen 7. Platz und somit eine Top-10-Platzierung. Beim Zuschauervoting wurde man sogar hinter der Ukraine Zweiter, was das Land zuvor noch nie erreichen konnte. Mit Ausnahme auf 2019 ist man seit 2017 wieder deutlich erfolgreicher im Wettbewerb als die Jahre zuvor. Alle Teilnahmen von 2017 bis 2023 erreichten das Finale und mit Ausnahme auf 2023 auch die linke Tabellenhälfte, womit Moldawiens Bilanz beim ESC wieder etwas gestiegen ist. Dies änderte sich dann allerdings im Folgejahr 2024: Natalia Barbu konnte nicht an den Erfolg von 2007 anknüpfen und erreichte im Halbfinale nur den 13. Platz. Somit nahm Moldau zum ersten Mal seit 2019 nicht am Finale teil.
Am 22. Januar 2025 zog Teleradio-Moldova  seine Teilnahme für 2025 überraschend zurück und brach den Vorentscheid ab. Als Grund nannte man künstlerische, wirtschaftliche und administrative Herausforderungen.
Demnach landeten 9 der 19 Beiträge in der linken Tabellenhälfte. Zudem schied das Land bisher 6 mal im Halbfinale aus und erreichte einmal den letzten Platz. Dem gegenüber stehen allerdings einige Platzierungen unter den ersten Zehn (2005, 2007, 2017, 2018, 2022). Damit gehört das Land zu den erfolgreicheren Ländern im Wettbewerb.

## Liste der Beiträge
Farblegende:
– 1. Platz. 
– 2. Platz. 
– 3. Platz. 
– Punktgleichheit mit dem letzten Platz.
– ausgeschieden im Halbfinale/in der Qualifikation/in der osteuropäischen Vorentscheidung .
– keine Teilnahme/nicht qualifiziert.
– Absage des Eurovision Song Contests.
| Jahr | Interpret                                    | Titel Musik (M) und Text (T)                                                                             | Sprache                        | Übersetzung                 | Finale                                           | Finale                                           | Halbfinale/ Qualifikation                        | Halbfinale/ Qualifikation                        | Nationaler Vorentscheid      |
| Jahr | Interpret                                    | Titel Musik (M) und Text (T)                                                                             | Sprache                        | Übersetzung                 | Platz                                            | Punkte                                           | Platz                                            | Punkte                                           | Nationaler Vorentscheid      |
| ---- | -------------------------------------------- | --- | ------------------------------ | --------------------------- | ------------------------------------------------ | ------------------------------------------------ | ------------------------------------------------ | ------------------------------------------------ | ---------------------------- |
| 2005 | Zdob și Zdub                                 | Bunica bate toba M: Mihai Gîncu; T: Roman Iagupov                                                        | Rumänisch, Englisch            | Großmama haut auf die Pauke | 6 / 24                                           | 148                                              | 2 / 25                                           | 207                                              | O melodie pentru Europa 2005 |
| 2006 | Arsenium feat. Natalia Gordienco & Connect-R | Loca M/T: Arsenium                                                                                       | Englisch, Spanisch             | Verrückt                    | 20 / 24                                          | 22                                               | Direkt für das Finale qualifiziert               | Direkt für das Finale qualifiziert               | O melodie pentru Europa 2006 |
| 2007 | Natalia Barbu                                | Fight M: Alexandru Brașoveanu; T: Elena Buga                                                             | Englisch                       | Kampf                       | 10 / 24                                          | 109                                              | 10 / 28                                          | 91                                               | interne Auswahl              |
| 2008 | Geta Burlacu                                 | A Century of Love M: Oleg Baraliuc; T: Viorica Demici                                                    | Englisch                       | Ein Jahrhundert der Liebe   | Ausgeschieden                                    | Ausgeschieden                                    | 12 / 19                                          | 36                                               | O melodie pentru Europa 2008 |
| 2009 | Nelly Ciobanu                                | Hora Din Moldova M: Veaceslav Daniliu; T: Andrei Hadjiu                                                  | Rumänisch, Englisch            | Tanz von Moldau             | 14 / 25                                          | 68                                               | 5 / 19                                           | 106                                              | O melodie pentru Europa 2009 |
| 2010 | SunStroke Project & Olia Tira                | Run Away M: Anton Ragoza, Sergey Stepanov; T: Alina Galitcaía                                            | Englisch                       | Wegrennen                   | 22 / 25                                          | 27                                               | 10 / 17                                          | 52                                               | O melodie pentru Europa 2010 |
| 2011 | Zdob și Zdub                                 | So Lucky M: Mihai Gincu, Marc Elsner; T: Andy Shuman, Marc Elsner                                        | Englisch                       | So glücklich                | 12 / 25                                          | 97                                               | 10 / 19                                          | 54                                               | O melodie pentru Europa 2011 |
| 2012 | Pasha Parfeni                                | Lăutar M: Pasha Parfeni, Alex Brașoveanu; T: Pasha Parfeni                                               | Englisch mit rumänischem Titel | Musiker (Fiedler)           | 11 / 26                                          | 81                                               | 5 / 18                                           | 100                                              | O melodie pentru Europa 2012 |
| 2013 | Aliona Moon                                  | O mie M: Pasha Parfeny; T: Yuliana Scutari                                                               | Rumänisch                      | Ein Tausend                 | 11 / 26                                          | 71                                               | 4 / 16                                           | 95                                               | O melodie pentru Europa 2013 |
| 2014 | Cristina Scarlat                             | Wild Soul M: Ivan Aculov; T: Lidia Scarlat                                                               | Englisch                       | Wilde Seele                 | Ausgeschieden                                    | Ausgeschieden                                    | 16 / 16                                          | 13                                               | O melodie pentru Europa 2014 |
| 2015 | Eduard Romanyuta                             | I Want Your Love M/T: Erik Lewander, Hayley Aitken, Tom Andrews                                          | Englisch                       | Ich will Deine Liebe        | Ausgeschieden                                    | Ausgeschieden                                    | 11 / 16                                          | 41                                               | O melodie pentru Europa 2015 |
| 2016 | Lidia Isac                                   | Falling Stars M/T: Gabriel Alares, Sebastian Lestapier, Ellen Berg, Leonid Gutkin                        | Englisch                       | Fallende Sterne             | Ausgeschieden                                    | Ausgeschieden                                    | 17 / 18                                          | 33                                               | O melodie pentru Europa 2016 |
| 2017 | SunStroke Project                            | Hey Mamma M: Anton Ragoza, Serghei Ialovițchii, Serghei Stepanov, Mihail Cebotarenco; T: Alina Galitcaia | Englisch                       | Hey Mama                    | 3 / 26                                           | 374                                              | 2 / 18                                           | 291                                              | O melodie pentru Europa 2017 |
| 2018 | DoReDoS                                      | My Lucky Day M: Phillip Kirkorow; T: John Ballard                                                        | Englisch                       | Mein Glückstag              | 10 / 26                                          | 209                                              | 3 / 18                                           | 235                                              | O Melodie Pentru Europa 2018 |
| 2019 | Anna Odobescu                                | Stay M/T: Georgios Kalpakidis, Thomas Reil, Jeppe Reil, Maria Broberg                                    | Englisch                       | Bleib                       | Ausgeschieden                                    | Ausgeschieden                                    | 12 / 18                                          | 85                                               | O Melodie Pentru Europa 2019 |
| 2020 | Natalia Gordienko                            | Prison M: Dimitris Kontopoulos, Phillip Kirkorow; T: Sharon Vaughn                                       | Englisch                       | Gefängnis                   | Absage wegen der COVID-19-Pandemie durch die EBU | Absage wegen der COVID-19-Pandemie durch die EBU | Absage wegen der COVID-19-Pandemie durch die EBU | Absage wegen der COVID-19-Pandemie durch die EBU | O Melodie Pentru Europa 2020 |
| 2021 | Natalia Gordienko                            | Sugar M: Dimitris Kontopoulos, Phillip Kirkorow; T: Michail Guzerijew, Sharon Vaughn                     | Englisch                       | Zucker                      | 13 / 26                                          | 115                                              | 7 / 17                                           | 179                                              | interne Auswahl              |
| 2022 | Zdob și Zdub & Frații Advahov                | Trenulețul M/T: Zdob si Zdub, Frații Advahov                                                             | Rumänisch, Englisch            | Das Bähnchen                | 7 / 25                                           | 253                                              | 8 / 17                                           | 154                                              | interne Auswahl              |
| 2023 | Pasha Parfeni                                | Soarele și luna M: Andrei Vulpe, Cătălin Temciuc, Pasha Parfeni; T: Yuliana Parfeni                      | Rumänisch                      | Die Sonne und der Mond      | 18 / 26                                          | 96                                               | 5 / 15                                           | 109                                              | Etapa Națională 2023         |
| 2024 | Natalia Barbu                                | In the Middle M: Natalia Barbu; T: Natalia Barbu, Khris Richards                                         | Englisch                       | In der Mitte                | Ausgeschieden                                    | Ausgeschieden                                    | 13 / 15                                          | 20                                               | Etapa Națională 2024         |
| 2025 | Teilnahme zurückgezogen                      | Teilnahme zurückgezogen                                                                                  | Teilnahme zurückgezogen        | Teilnahme zurückgezogen     | Teilnahme zurückgezogen                          | Teilnahme zurückgezogen                          | Teilnahme zurückgezogen                          | Teilnahme zurückgezogen                          | Etapa Națională 2025         |

## Kommentatoren und Punktesprecher
| Jahr | Kommentator                       | Punktesprecher           |
| ---- | --------------------------------- | ------------------------ |
| 2005 | Vitalie Rotaru                    | Elena Camerzan           |
| 2006 | Vitalie Rotaru                    | Svetlana Cocos           |
| 2007 | Vitalie Rotaru                    | Andrei Porubin           |
| 2008 | Lucia Danu & Vitalie Rotaru       | Vitalie Rotaru           |
| 2009 | Rosalina Rusu & Andrei Sava       | Sandu Leanca             |
| 2010 | Marcel Spatari                    | Tania Cerga              |
| 2011 | Marcel Spatari                    | Geta Burlacu             |
| 2012 | Marcel Spatari                    | Olivia Furtuna           |
| 2013 | Lidia Scarlat                     | Olivia Furtuna           |
| 2014 | Daniela Babici                    | Olivia Furtuna           |
| 2015 | Daniela Babici                    | Olivia Furtuna           |
| 2016 | Gloria Gorceag                    | Olivia Furtuna           |
| 2017 | Galina Timus                      | Gloria Gorceag           |
| 2018 | Djulieta Ardovan                  | Djulieta Ardovan         |
| 2019 | Doina Stimpovschi & Daniela Crudu | Doina Stimpovschi        |
| 2021 | Doina Stimpovschi                 | Sergey Stepanov          |
| 2022 | Ion Jalba & Daniela Crudu         | Elena Bancila            |
| 2023 | Ion Jalba & Daniela Crudu         | Doina Stimpovschi        |
| 2024 | Ion Jalba & Elena Stegari         | Doina Stimpovschi        |
| 2025 | Ion Jalba & Daniela Crudu         | Auf Teilnahme verzichtet |

## Nationale Vorentscheidungen
Die Republik Moldau wählte bisher den Großteil seiner Beiträge über die Vorentscheidung O Melodie Pentru Europa aus. Lediglich 2007 wurden Interpret und Titel intern bestimmt. Dennoch wurden die damals 35 eingereichten Beiträge im Internet veröffentlicht und über das Fortschreiten des Entscheidungsprozesses berichtet. Über die Jahre hat O Melodie Pentru Europa verschiedene Modi entwickelt.

### Vorentscheidung mit zwei Halbfinalen
2010 gab es zwei Halbfinale mit je 15 Teilnehmern, wovon je sieben das Finale erreichten, so dass 14 Titel am Finale teilnahmen. In den Jahren 2013 bis 2016 gab es jeweils zwei Halbfinale mit je zwölf Titeln. Davon qualifizierten sich jeweils acht für das Finale, womit 16 Beiträge am Finale teilnahmen. Der Sieger wurde jeweils zu 50 % per Juryvoting und zu 50 % per Televoting bestimmt.

### Vorentscheidung mit einem Halbfinale
Vor der moldauischen Vorentscheidung 2006 wurde ein Halbfinale mit insgesamt 25 Teilnehmern veranstaltet, von denen sich die 13 besten für das Finale qualifizierten. Drei Teilnehmer landeten mit gleicher Punktzahl auf dem ersten Platz. Für diesen Fall war in den Regeln keine Lösung vorgesehen, woraufhin die Vorentscheidung vertagt wurde. Drei Wochen später fand eine neue Vorentscheidung mit fünf Teilnehmern statt. Nur einer von diesen hatte an der ersten Vorentscheidung teilgenommen, die anderen vier waren neu ausgewählt worden.
Auch 2017 gab es entgegen der Vorjahre nur ein Halbfinale mit 14 Teilnehmern, wovon acht das Finale erreichten. Der Sieger wurde trotzdem weiterhin zu 50 % per Juryvoting und zu 50 % per Televoting bestimmt.

### Vorentscheidung ohne Vorrunden
2005 wurde eine klassische Vorentscheidung veranstaltet, an dem 15 Künstler mit je einem Titel teilnahmen. Der Sieger wurde durch eine Jury und Televoting bestimmt, mit einer Gewichtung von je 50 %. 2011 nahmen 20 statt 15 Lieder teil. Gewonnen haben wie auch im Debütjahr 2005 Zdob și Zdub.
Auch 2012, 2018 und 2019 gab es jeweils nur eine Sendung mit einer bestimmten Anzahl an Teilnehmern. 2012 waren es 21, 2018 16 und 2019 lediglich zehn Titel. Der Sieger wurde weiterhin zu 50 % per Juryvoting und zu 50 % per Televoting gewählt.

## Sprachen
Der Großteil der moldauer Beiträge wurde auf Englisch vorgestellt. Lediglich 2013 wurde der Beitrag komplett in der Landessprache Rumänisch vorgestellt, wobei O Mie in der Vorentscheidung noch komplett auf Englisch vorgestellt wurde. 2005 wurde Bunica bate toba auf Englisch und Rumänisch vorgestellt, so auch Hora din Moldova 2009. Der Beitrag Loca von 2006 wurde hingegen auf Englisch und Spanisch vorgestellt. Der Beitrag von 2012 hatte lediglich einen rumänischen Titel, wurde aber ansonsten komplett auf Englisch vorgestellt.

## Punktevergabe
Folgende Länder erhielten die meisten Punkte von oder vergaben die meisten Punkte an Moldau (Stand: 2024):
| Die meisten im Finale vergebenen Punkte | Die meisten im Finale vergebenen Punkte | Die meisten im Finale vergebenen Punkte |
| Platz                                   | Land                                    | Punkte                                  |
| --------------------------------------- | --------------------------------------- | --------------------------------------- |
| 1                                       | Ukraine                                 | 193                                     |
| 2                                       | Rumänien                                | 159                                     |
| 3                                       | Russland                                | 148                                     |
| 4                                       | Aserbaidschan                           | 103                                     |
| 5                                       | Schweden                                | 097                                     |

| Die meisten im Finale erhaltenen Punkte | Die meisten im Finale erhaltenen Punkte | Die meisten im Finale erhaltenen Punkte |
| Platz                                   | Land                                    | Punkte                                  |
| --------------------------------------- | --------------------------------------- | --------------------------------------- |
| 1                                       | Rumänien                                | 182                                     |
| 2                                       | Portugal                                | 100                                     |
| 3                                       | Ukraine                                 | 083                                     |
| 4                                       | Russland                                | 079                                     |
| 5                                       | Griechenland                            | 063                                     |

| Die meisten insgesamt vergebenen Punkte | Die meisten insgesamt vergebenen Punkte | Die meisten insgesamt vergebenen Punkte |
| Platz                                   | Land                                    | Punkte                                  |
| --------------------------------------- | --------------------------------------- | --------------------------------------- |
| 1                                       | Ukraine                                 | 288                                     |
| 2                                       | Rumänien                                | 267                                     |
| 3                                       | Russland                                | 260                                     |
| 4                                       | Aserbaidschan                           | 181                                     |
| 5                                       | Schweden                                | 141                                     |

| Die meisten insgesamt erhaltenen Punkte | Die meisten insgesamt erhaltenen Punkte | Die meisten insgesamt erhaltenen Punkte |
| Platz                                   | Land                                    | Punkte                                  |
| --------------------------------------- | --------------------------------------- | --------------------------------------- |
| 1                                       | Rumänien                                | 294                                     |
| 2                                       | Portugal                                | 190                                     |
| 3                                       | Russland                                | 185                                     |
| 4                                       | Italien                                 | 159                                     |
| 5                                       | Ukraine                                 | 149                                     |

### Vergaben der Höchstwertung
Seit 2005 vergab die Republik Moldau die Höchstpunktzahl im Finale an neun verschiedene Länder, davon elfmal an Rumänien. Im Halbfinale dagegen vergab die Republik Moldau ihre Höchstpunktzahl an zehn verschiedene Länder, davon neunmal an Rumänien.
| Höchstwertung (Finale) | Höchstwertung (Finale)   | Höchstwertung (Finale)   |
| Jahr                   | Land                     | Platz (Finale)           |
| ---------------------- | ------------------------ | ------------------------ |
| 2005                   | Lettland                 | 5                        |
| 2006                   | Rumänien                 | 4                        |
| 2007                   | Rumänien                 | 13                       |
| 2008                   | Rumänien                 | 20                       |
| 2009                   | Rumänien                 | 19                       |
| 2010                   | Rumänien                 | 3                        |
| 2011                   | Rumänien                 | 17                       |
| 2012                   | Rumänien                 | 12                       |
| 2013                   | Ukraine                  | 3                        |
| 2014                   | Rumänien                 | 12                       |
| 2015                   | Rumänien                 | 15                       |
| 2016                   | Ukraine (J)              | 1                        |
| 2016                   | Russland (T)             | 3                        |
| 2017                   | Rumänien (J & T)         | 7                        |
| 2018                   | Estland (J)              | 8                        |
| 2018                   | Israel (T)               | 1                        |
| 2019                   | Nordmazedonien (J)       | 7                        |
| 2019                   | Russland (T)             | 3                        |
| 2020                   | Wettbewerb abgesagt      | Wettbewerb abgesagt      |
| 2021                   | Bulgarien (J)            | 11                       |
| 2021                   | Russland (T)             | 9                        |
| 2022                   | Ukraine (J & T)          | 1                        |
| 2023                   | Schweden (J)             | 1                        |
| 2023                   | Ukraine (T)              | 6                        |
| 2024                   | Ukraine (J & T)          | 3                        |
| 2025                   | Auf Teilnahme verzichtet | Auf Teilnahme verzichtet |

| Höchstwertung (Halbfinale) | Höchstwertung (Halbfinale) | Höchstwertung (Halbfinale) |
| Jahr                       | Land                       | Platz (Halbfinale)         |
| -------------------------- | -------------------------- | -------------------------- |
| 2005                       | Rumänien                   | 1                          |
| 2006                       | Russland                   | 3                          |
| 2007                       | Belarus                    | 4                          |
| 2008                       | Rumänien                   | 7                          |
| 2009                       | Aserbaidschan              | 2                          |
| 2010                       | Russland                   | 7                          |
| 2011                       | Rumänien                   | 4                          |
| 2012                       | Rumänien                   | 3                          |
| 2013                       | Ukraine                    | 3                          |
| 2014                       | Russland                   | 6                          |
| 2015                       | Rumänien                   | 5                          |
| 2016                       | Russland (J)               | 1                          |
| 2016                       | Aserbaidschan (T)          | 6                          |
| 2017                       | Portugal (J)               | 1                          |
| 2017                       | Aserbaidschan (T)          | 8                          |
| 2018                       | Rumänien (J & T)           | 11                         |
| 2019                       | Rumänien (J & T)           | 13                         |
| 2020                       | Wettbewerb abgesagt        | Wettbewerb abgesagt        |
| 2021                       | Bulgarien (J)              | 3                          |
| 2021                       | Griechenland (T)           | 6                          |
| 2022                       | Ukraine (J & T)            | 1                          |
| 2023                       | Israel                     | 3                          |
| 2024                       | Zypern                     | 6                          |
| 2025                       | Auf Teilnahme verzichtet   | Auf Teilnahme verzichtet   |

## Impressionen

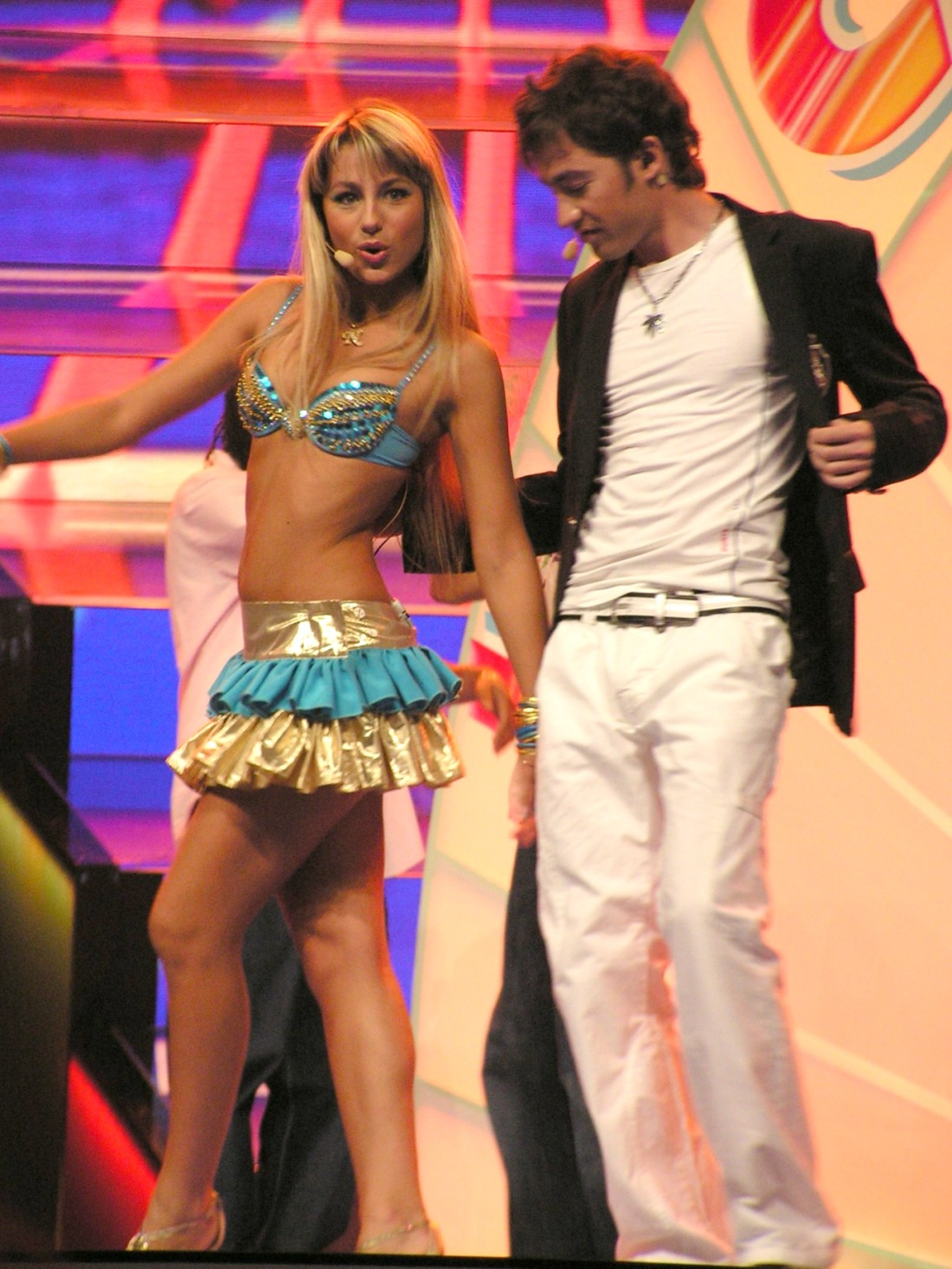
Natalia Gordienko und Arsenium 2006
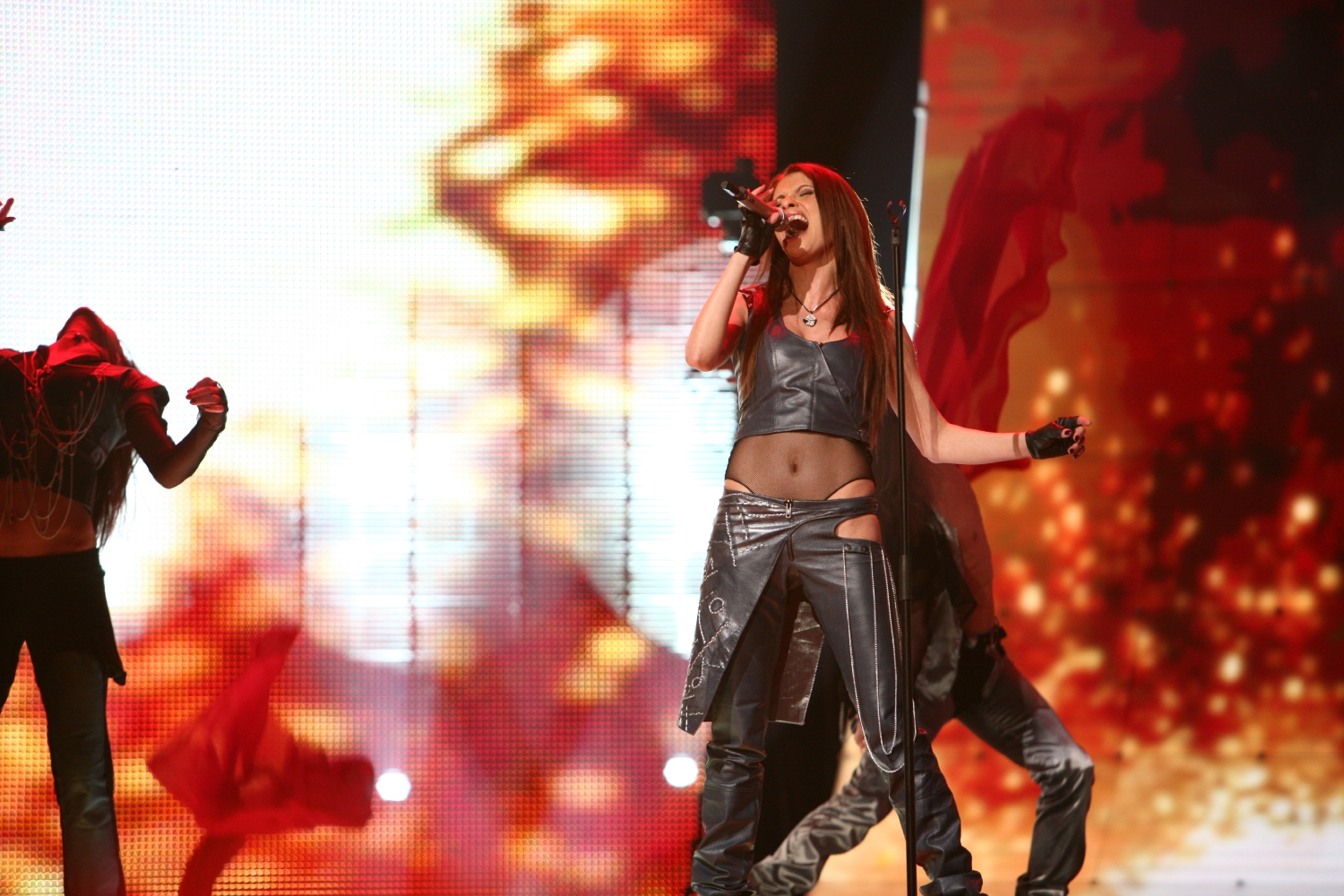
Natalia Barbu 2007
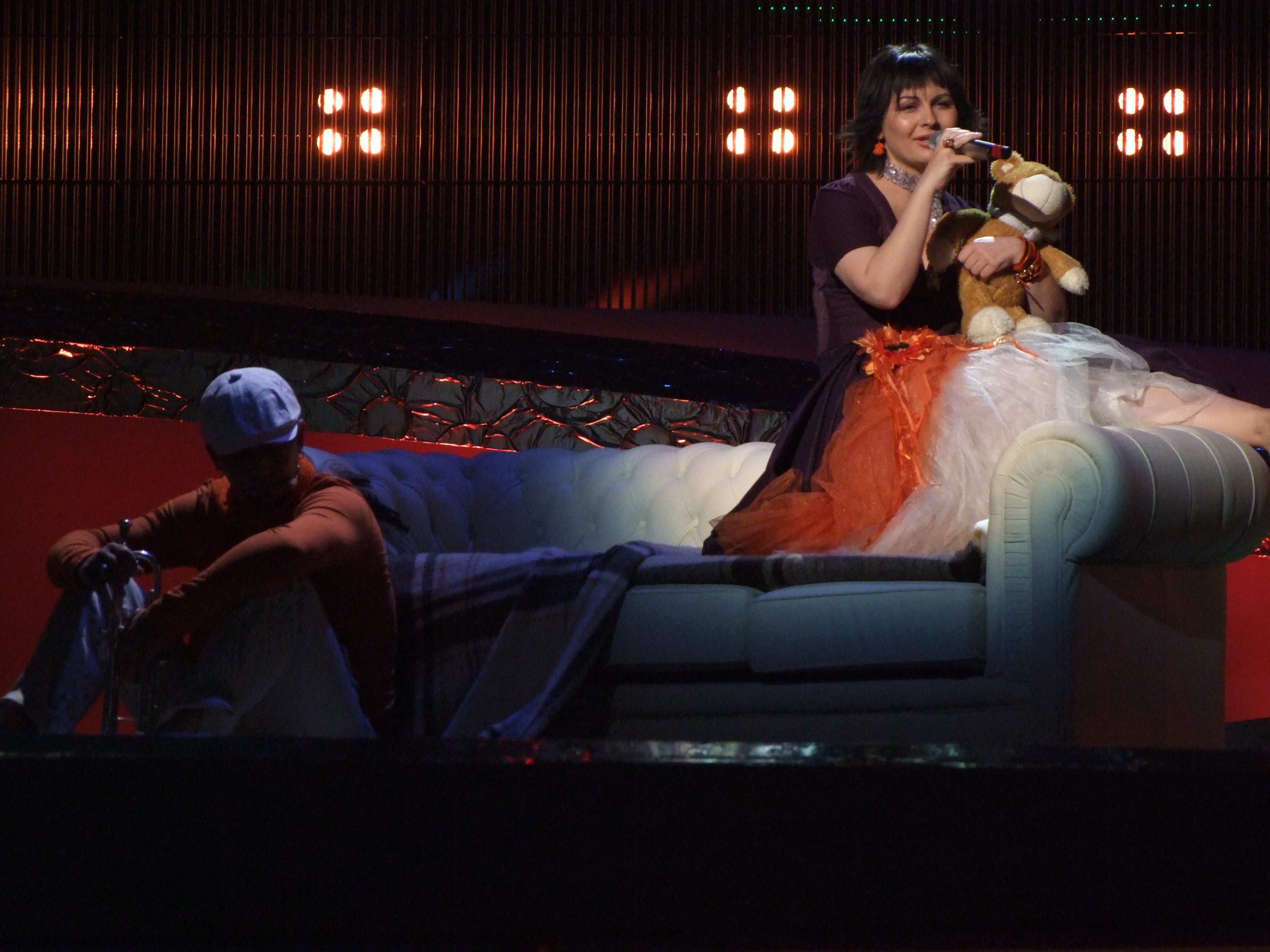
Geta Burlacu 2008
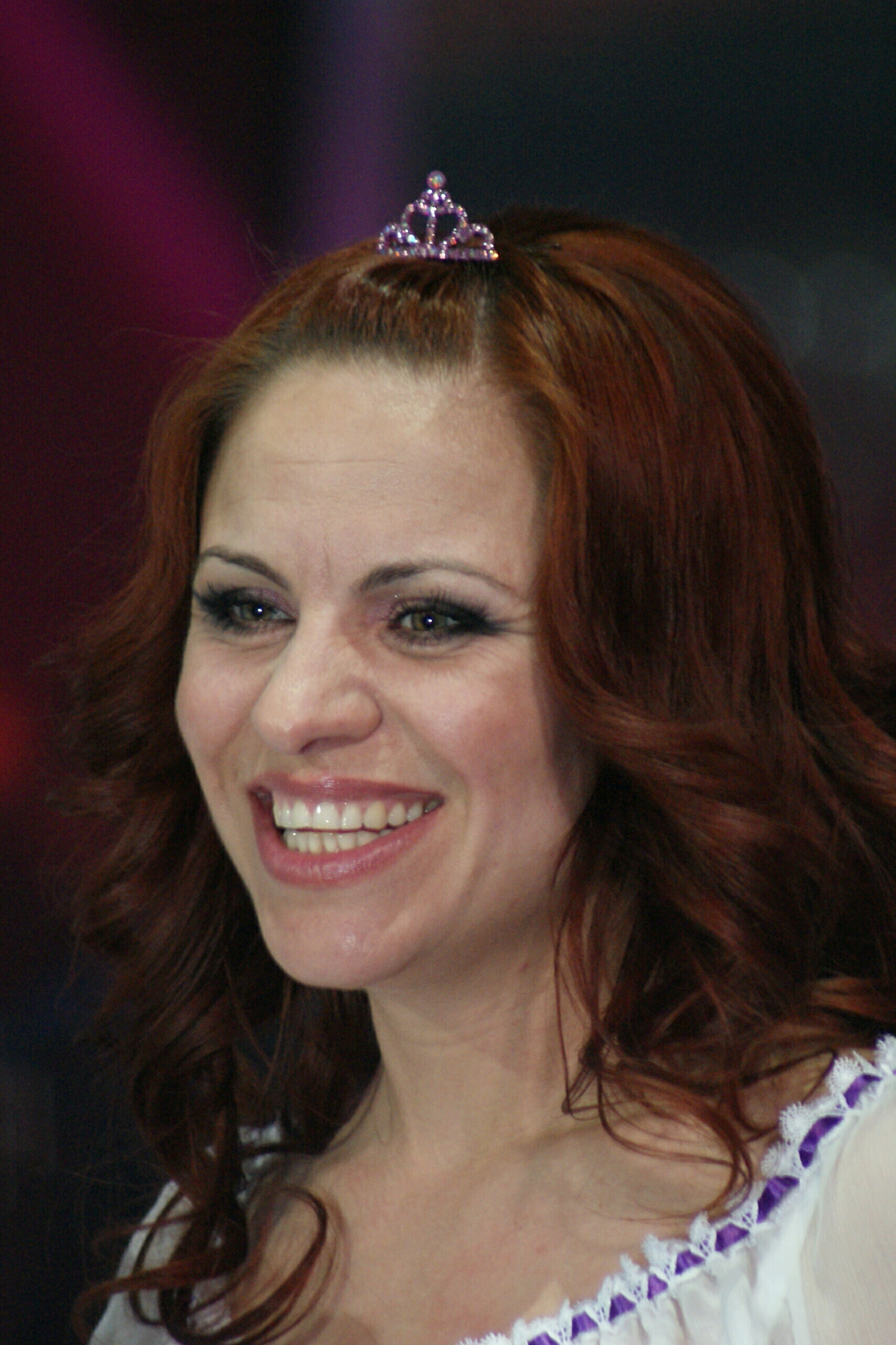
Nelly Ciobanu 2009
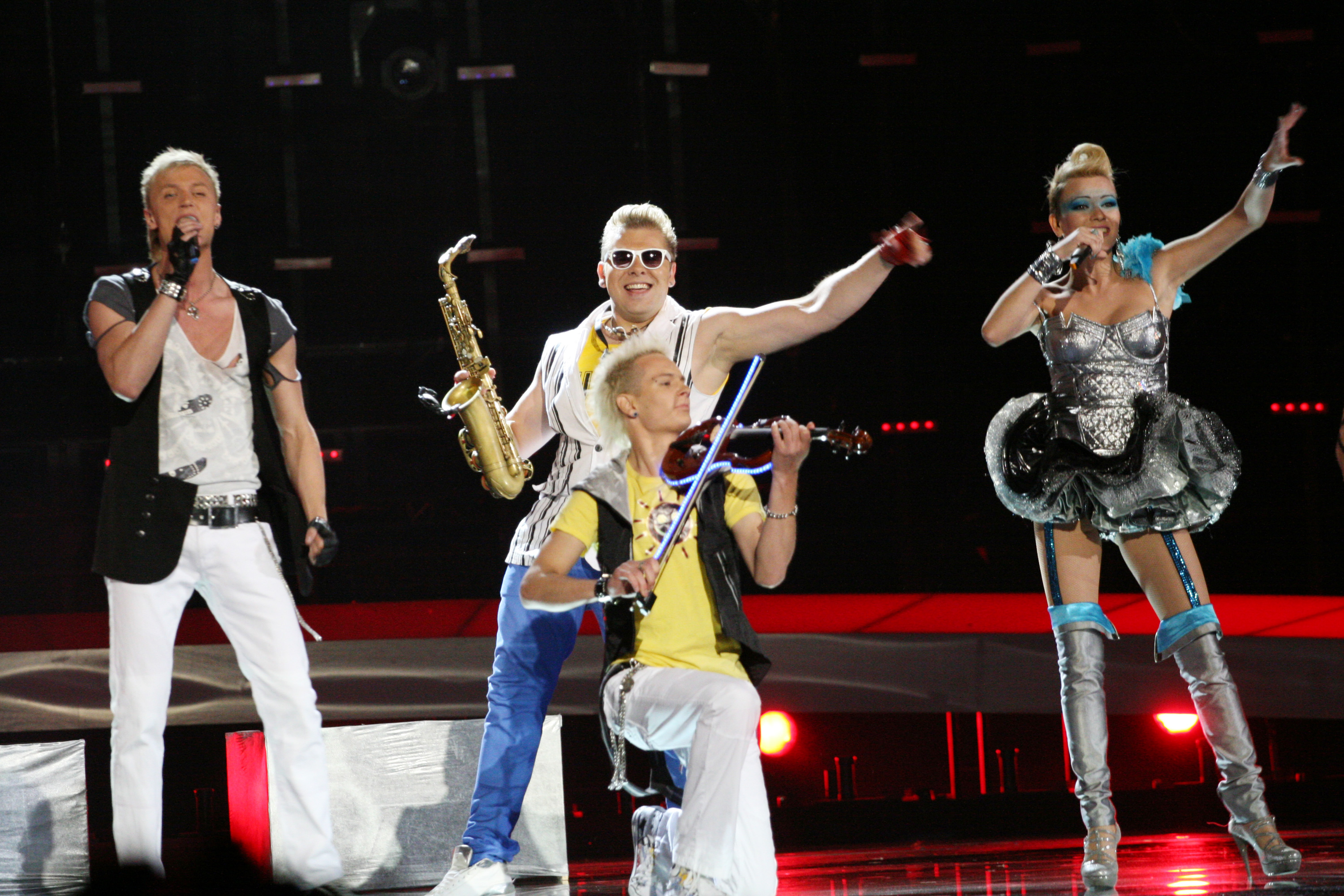
Sunstroke Project & Olia Tira 2010
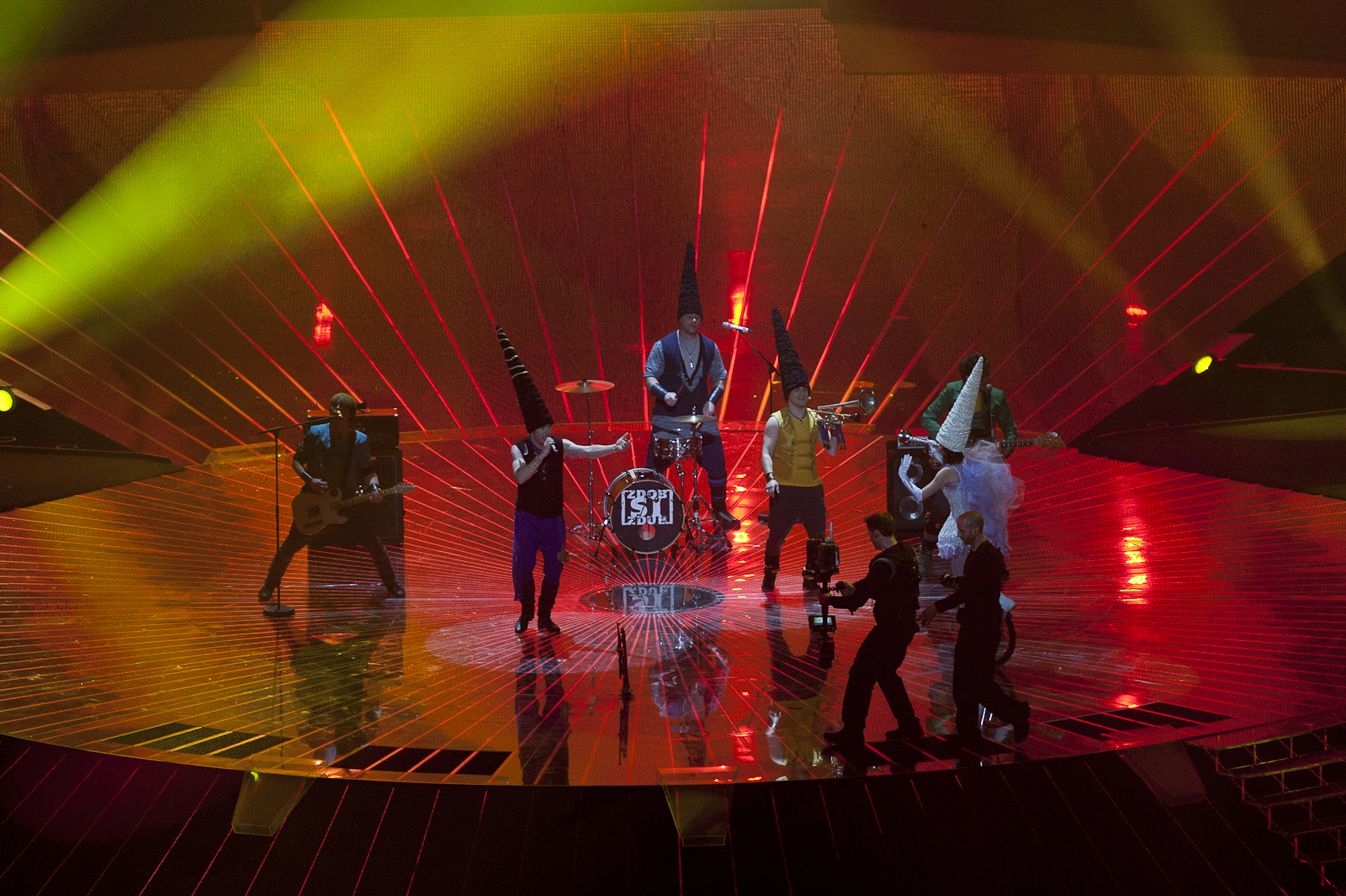
Zdob și Zdub 2011
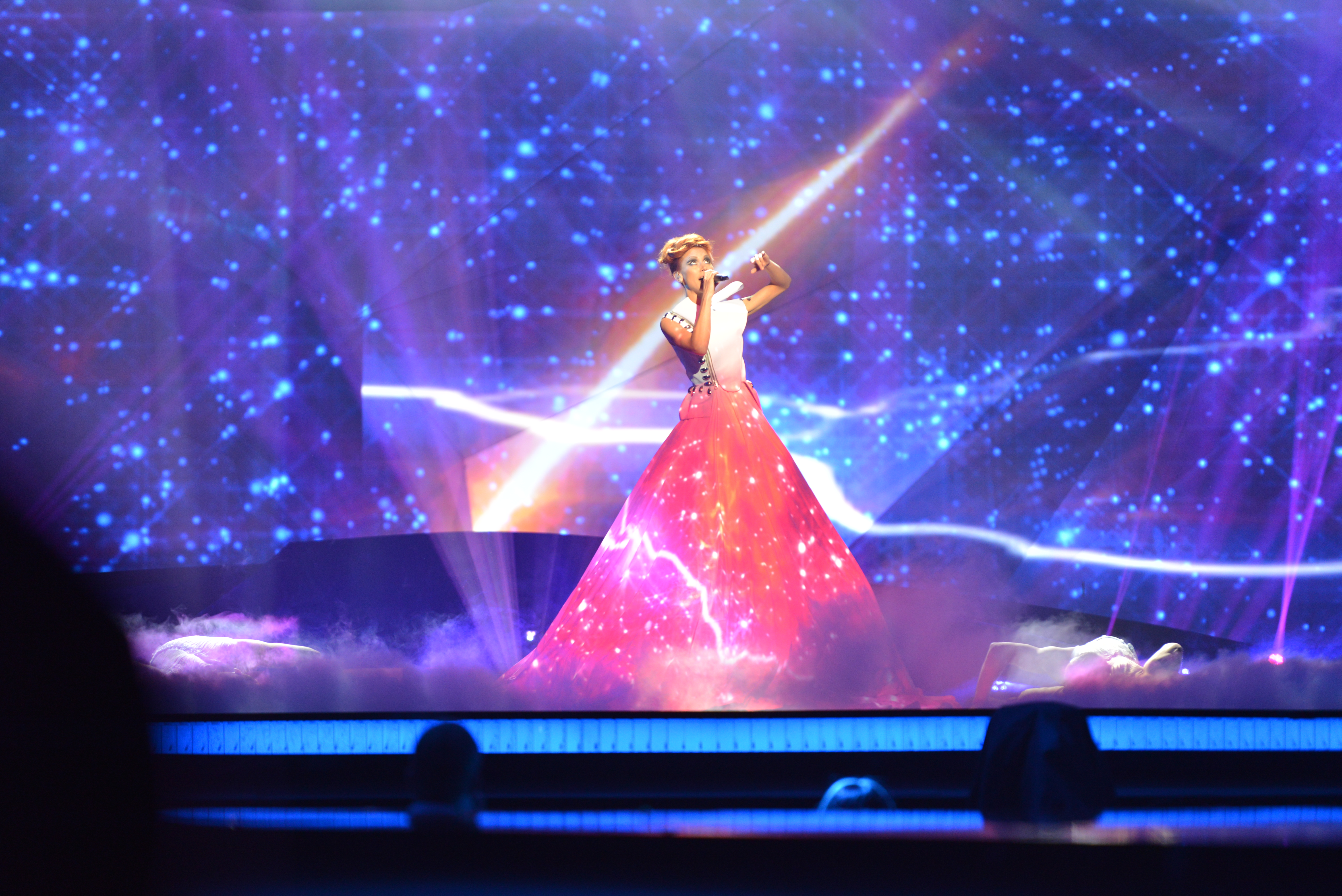
Aliona Moon 2013
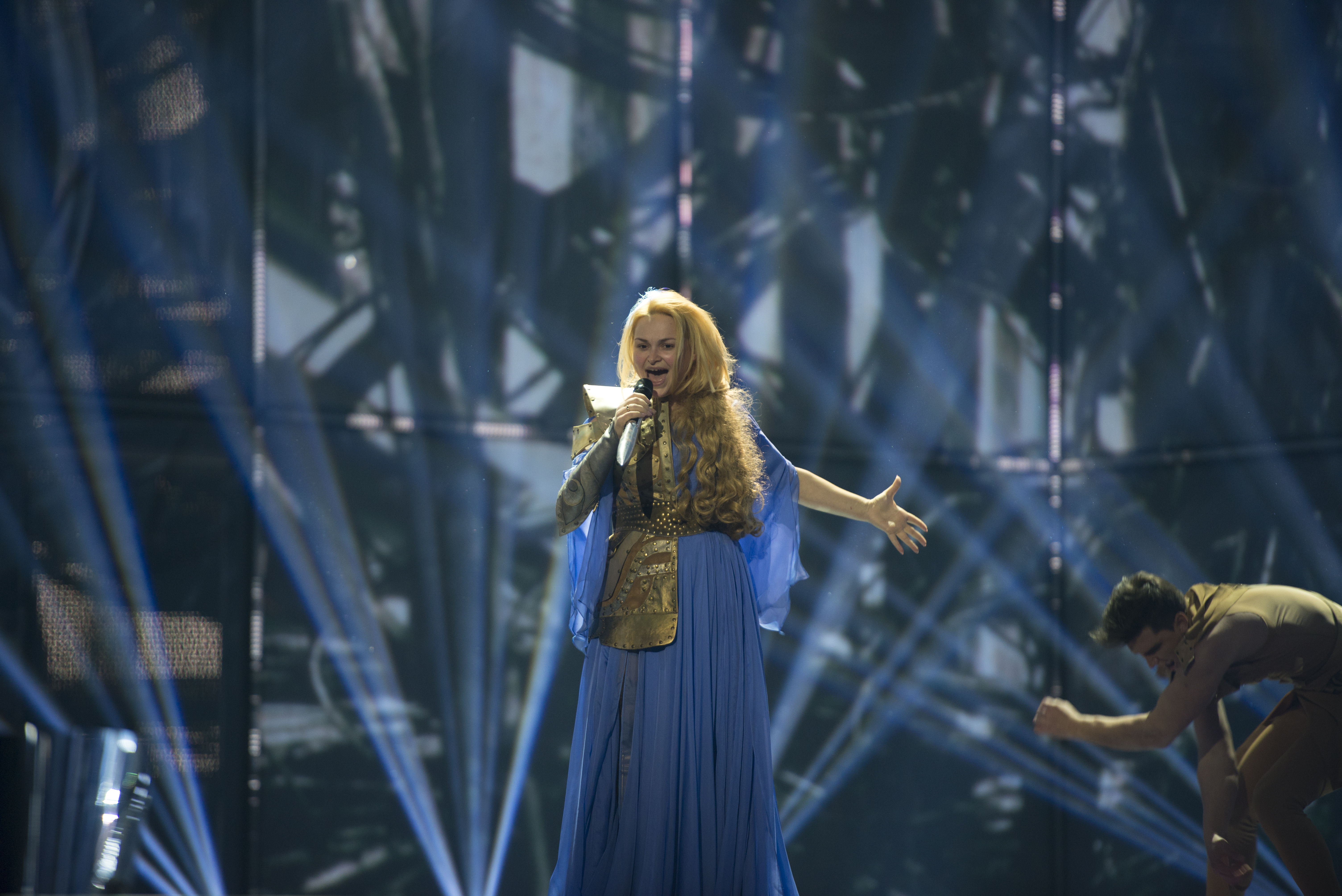
Cristina Scarlat 2014
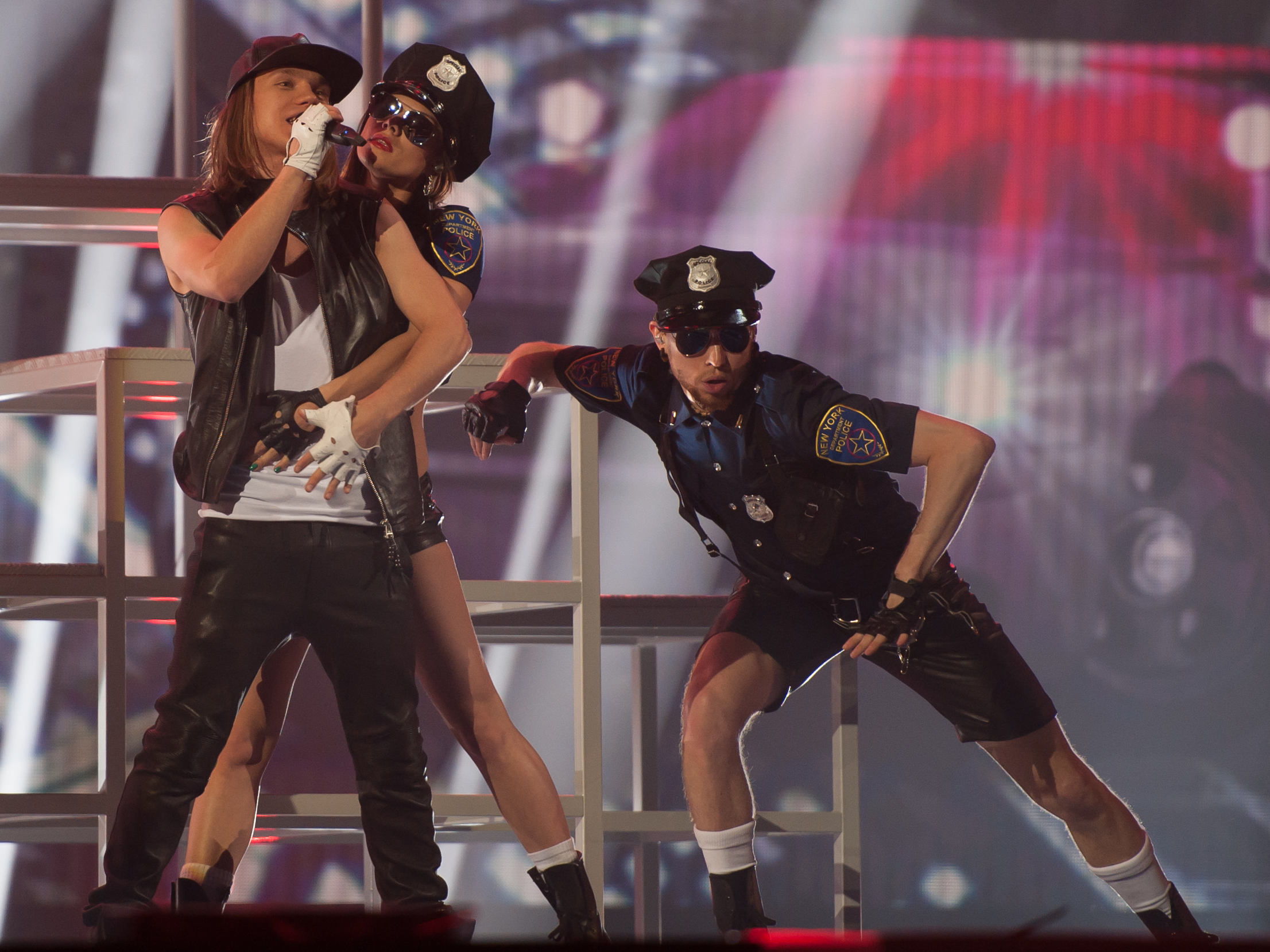
Eduard Romanyuta 2015
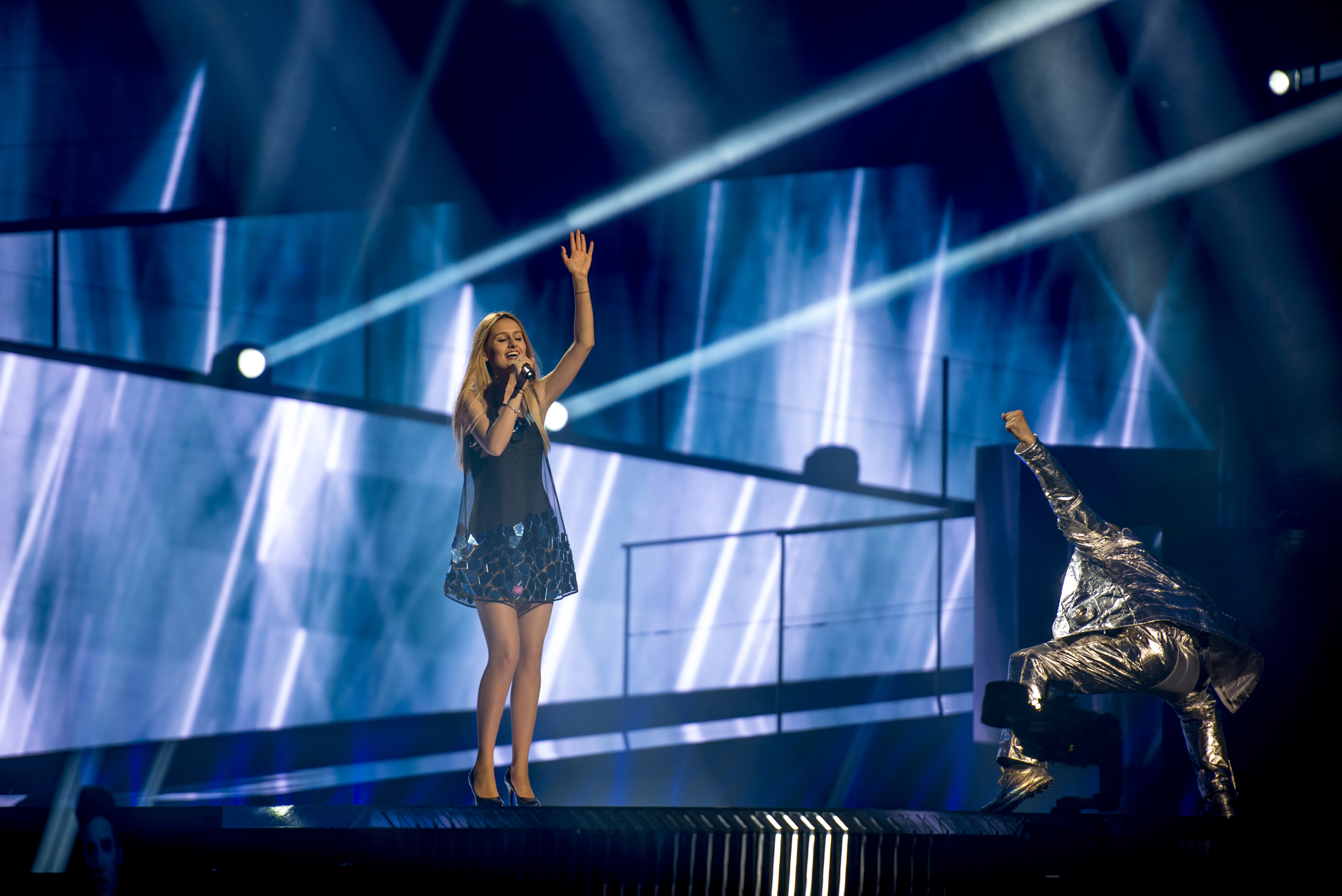
Lidia Isac 2016
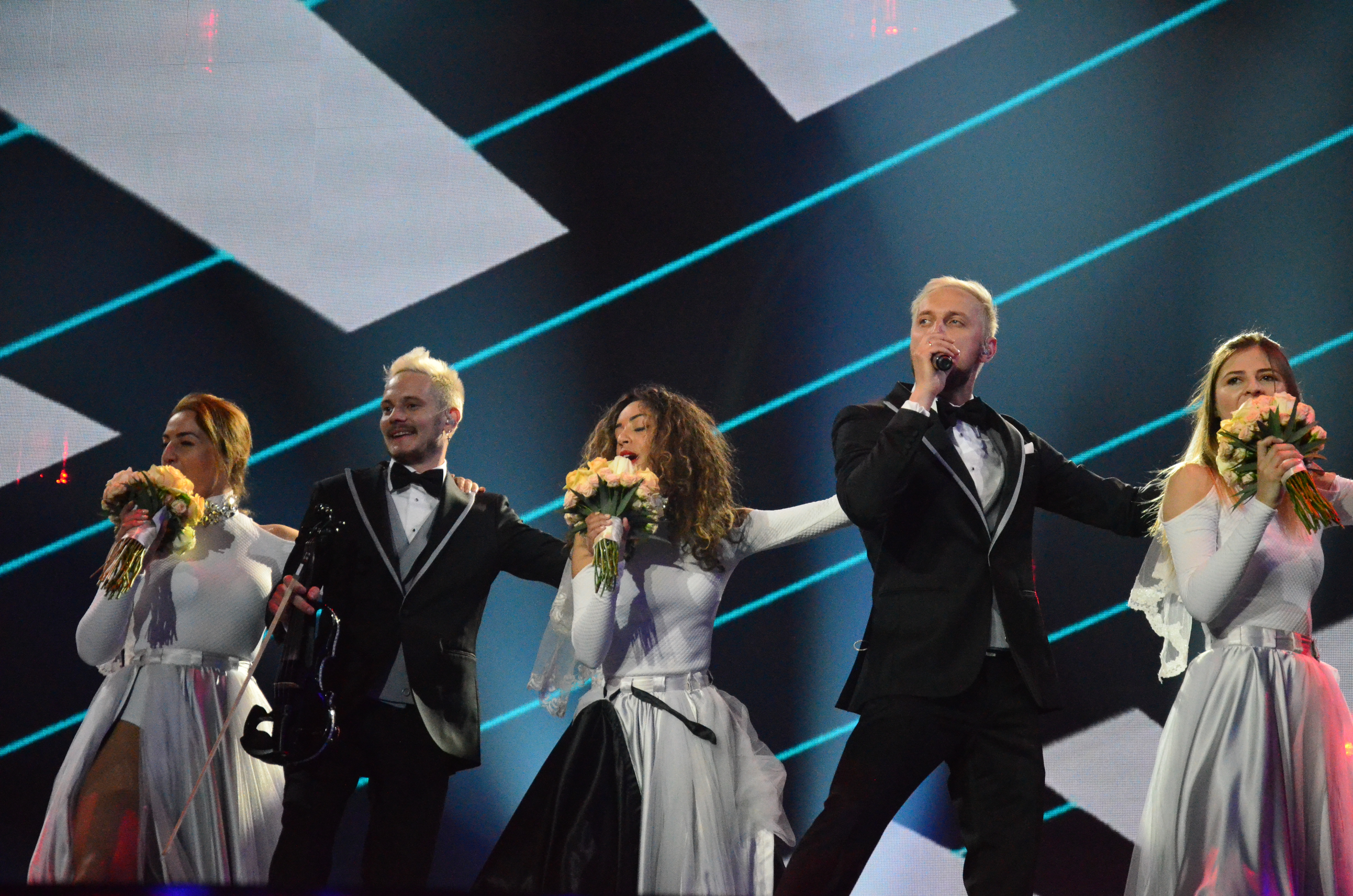
SunStroke Project 2017
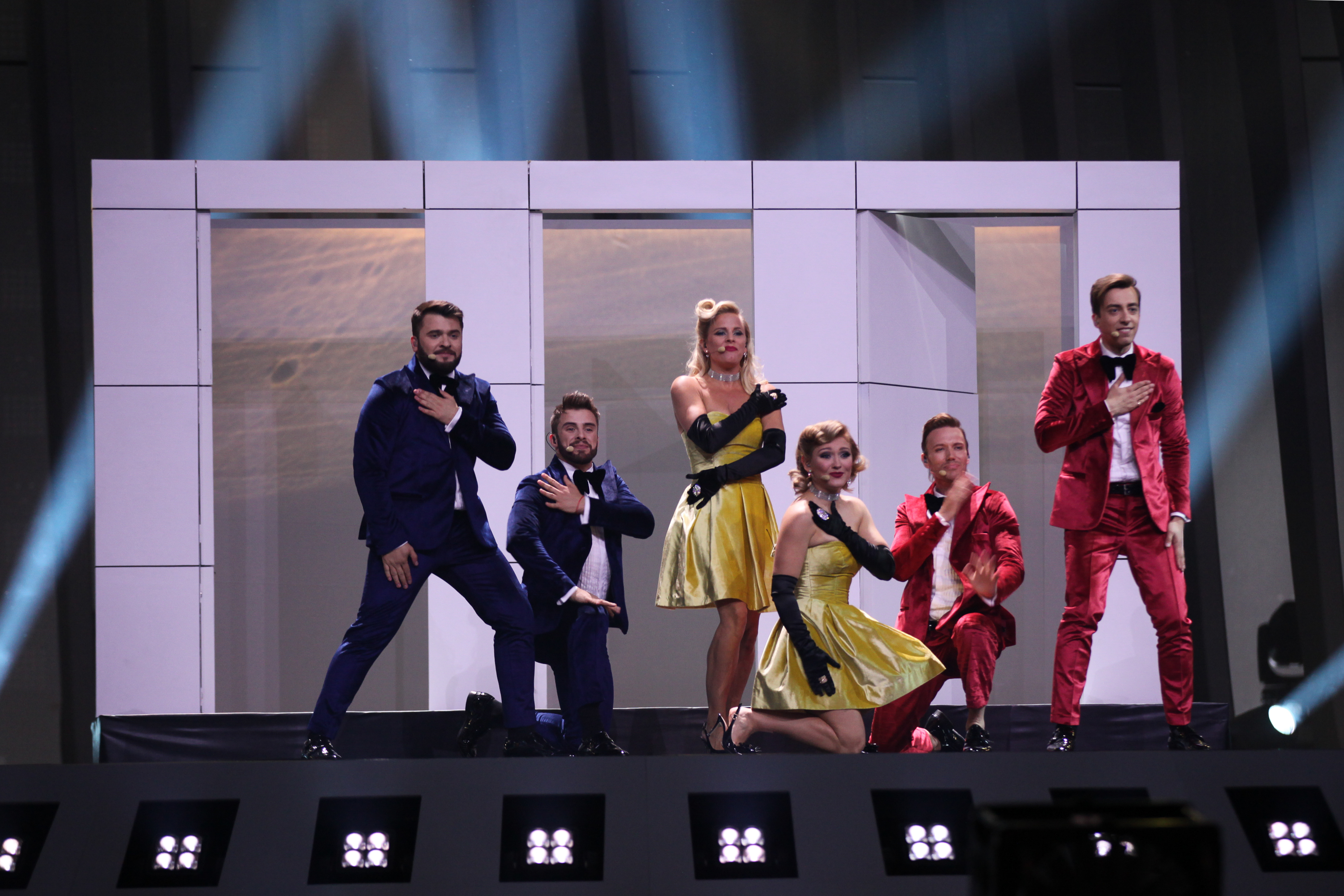
DoReDoS 2018
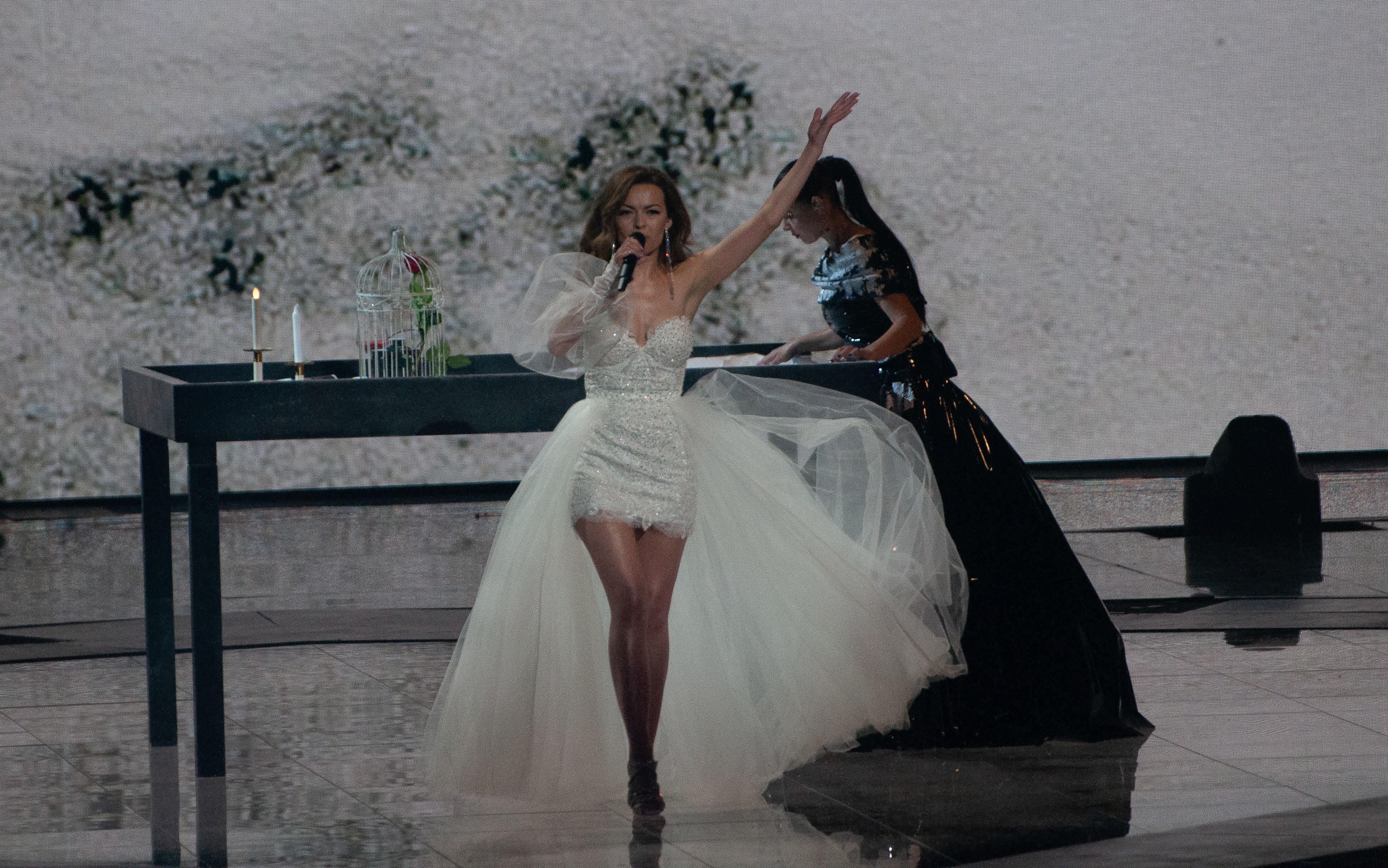
Anna Odobescu 2019
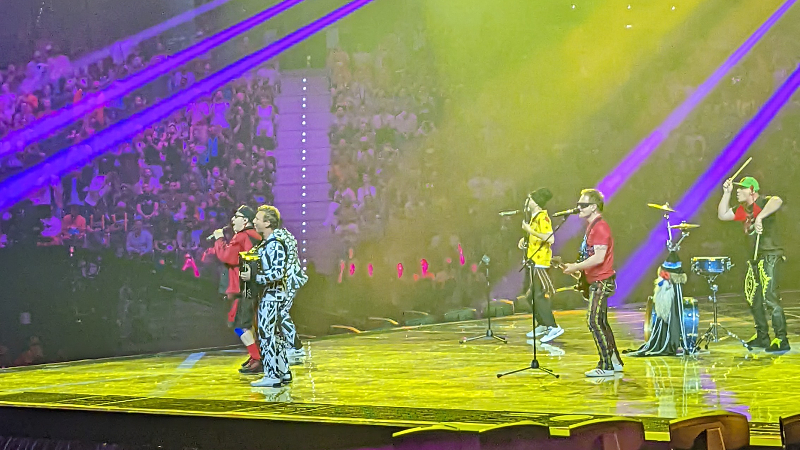
Zdob și Zdub & Advahov Brothers 2022
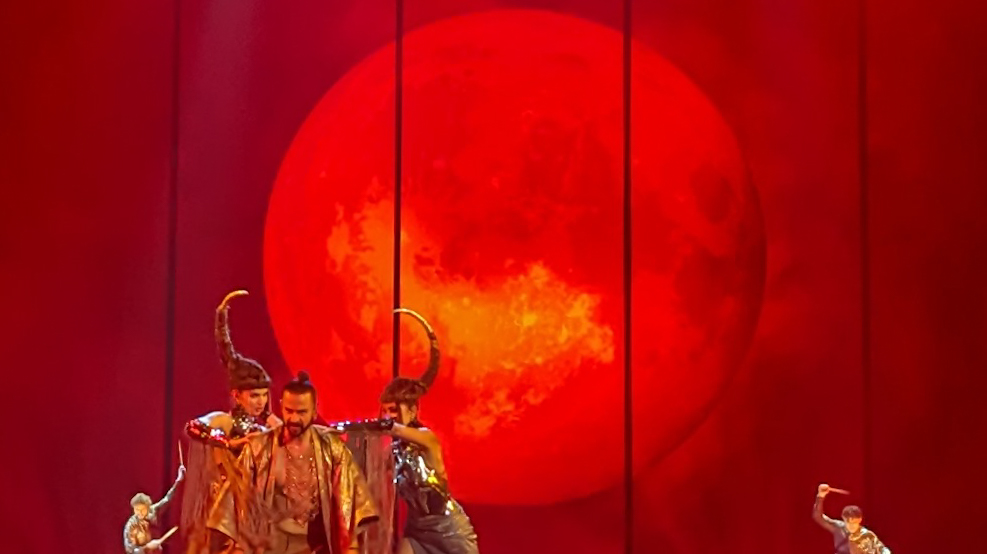
Pasha Parfeni 2023
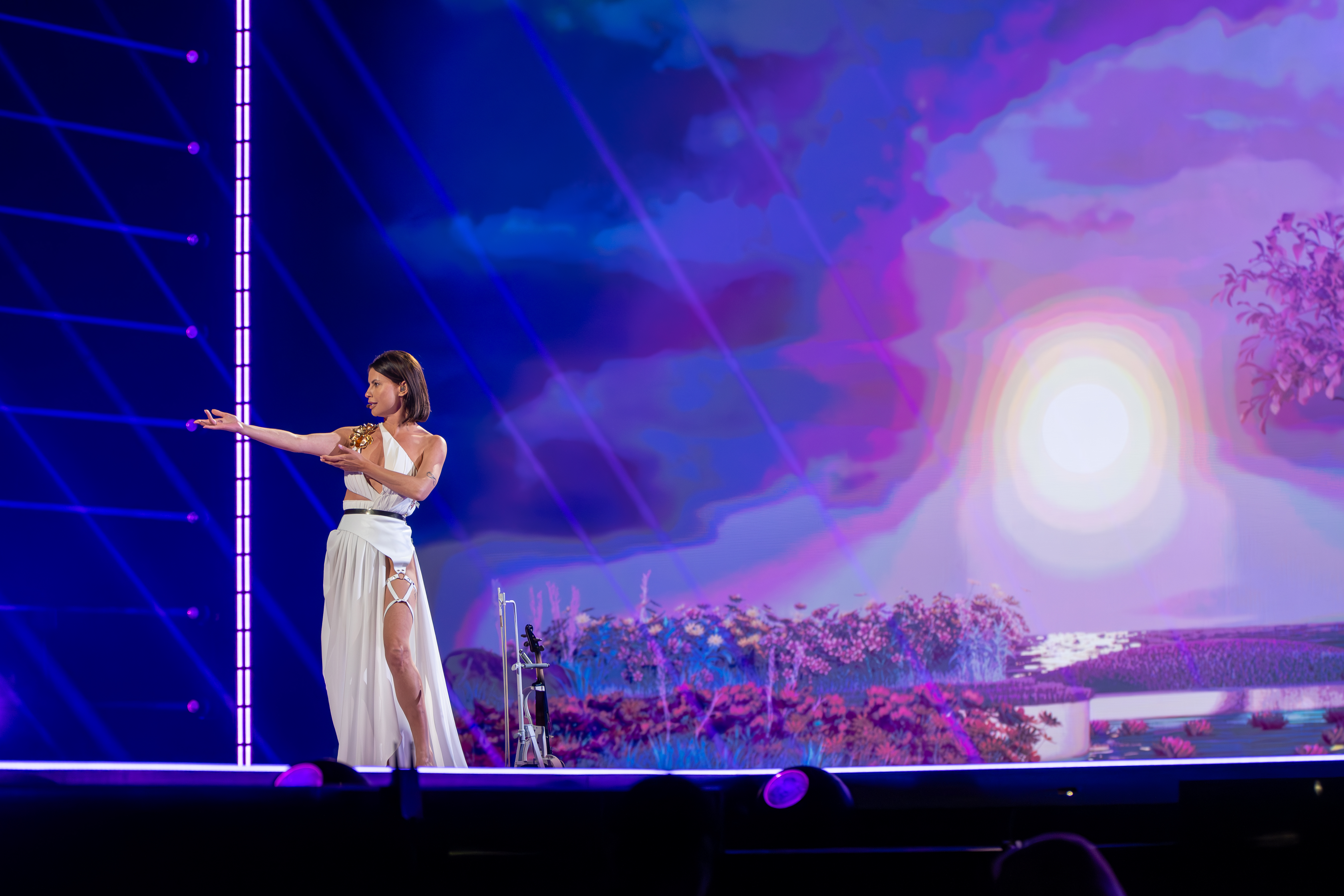
Natalia Barbu 2024